# لیو کاتکی
لیو کاتکی (انگلیسی: Leo Kottke؛ زادهٔ ۱۱ سپتامبر ۱۹۴۵) موسیقی‌دان، خواننده و نوازندهٔ گیتار آکوستیک اهل ایالات متحده آمریکا است. وی از سال ۱۹۶۶ میلادی تاکنون مشغول فعالیت بوده‌است. او به دلیل فینگراستایل خاص خود که از سبک‌های بلوز، جاز، و موسیقی فولک معاصر بهره می‌برد، و همچنین بابت ملودی‌های سنکپ‌دار و چندصدایی خود شناخته شده‌است. او بر مجموعه ای از مشکلات شخصی، از جمله از دست دادن جزئی شنوایی و یک آسیب جدی زردپی دست راست خود غلبه کرده‌است تا به‌عنوان استاد شناخته‌شده ساز خود ظاهر شود. او با خانواده اش در منطقه مینیاپولیس زندگی می‌کند.
کاتکی عمدتاً بر آهنگسازی و نوازندگی تمرکز می‌کند، اما گه‌گاه آواز هم می‌خواند و صدایش، باریتونی غیر متعارف و در عین حال رسا است که خودش آن را صدایی شبیه به «باد درکردن غازها در یک روز گرم و مرطوب» توصیف کرده‌است. کاتکی در کنسرت‌هایش، تک‌گویی‌های طنزآمیز و بعضاً عجیب‌و‌غریب را با گلچینی از ساز و آوازهای گوناگون خود از تمام دوران حرفه‌ای‌اش در هم می‌پیوندد و تکنوازی‌هایش بر روی گیتارهای شش و دوازده زهی انجام می‌شود.
با آنکه کاتکی درآتن، جورجیا به دنیا آمد اما به قدری با والدینش نقل مکان کردند که در واقع در دوازده ایالت مختلف آمریکا بزرگ شد. وی که در جوانی در ماسکووگی، اکلاهما زندگی می‌کرد، تحت تأثیر موسیقی محلی و دلتا بلوز، به ویژه میسیسیپی جان هارت قرار گرفت. کاتکی نواختن ترومبون و ویولن را قبل از یادگیری گیتار و ایجاد سبک فینگراستایل غیر متعارف خود آموخته بود. او طی یک سانحه با فشفشه دچار آسیب دائمی شنوایی گوش چپ شد؛ وضعیتی که با قرار گرفتن در معرض صدای بلند در حین تمرین شلیک در حین خدمت سربازی در نیروی دریایی ذخیرهٔ ایالات متحده و آسیب دیدگی گوش دیگرش (راست) تشدید شد.

گیتارهای کاتکی اغلب به‌طور غیر متعارفی کوک می‌شوند. او در اوایل کارش به شدت از شیوهٔ «کوک آزاد» (Open Tuning) استفاده می‌کرد، در حالی که در سال‌های اخیر از شیوه‌های کوک سنتی و رایج استفاده می‌کند، اما اغلب گیتارهایش را تا دو گام کامل پائین‌تر از «کوک استاندارد» (Standard Tuning) کوک می‌کند.
او تنها ۲ ترم در دانشگاه میزوری درس خواند. دانشگاه ویسکانسین در میلواکی در سال ۲۰۰۸ به او مدرک دکترای افتخاری اهدا کرد.